# Nõmpa
Koordinaten: 58° 23′ N, 22° 19′ O
Nõmpa (deutsch Nempa) ist ein Dorf (estnisch küla) auf der größten estnischen Insel Saaremaa. Es gehört zur Landgemeinde Saaremaa (bis 2017: Landgemeinde Lääne-Saare) im Kreis Saare.

## Einwohnerschaft und Lage
Das Dorf hat 21 Einwohner (Stand 1. Januar 2016). Seine Fläche beträgt 18,15 km².
Der Ort liegt 18 Kilometer nordwestlich der Inselhauptstadt Kuressaare. Er wurde erstmals 1569/1570 urkundlich erwähnt.